# Кіпр на зимових Олімпійських іграх 2022
Кіпр взяв участь у зимових Олімпійських іграх 2022, що тривали з 4 до 20 лютого в Пекіні (Китай).
Збірна Кіпру складалася з одного гірськолижника.
Янно Куюмджян як єдиний представник своєї країни ніс її прапор на церемонії відкриття.

## Спортсмени
Кількість спортсменів, що беруть участь в Іграх, за видами спорту.
| Вид спорту          | Чоловіки | Жінки | Загалом |
| ------------------- | -------- | ----- | ------- |
| Гірськолижний спорт | 1        | 0     | 1       |
| Загалом             | 1        | 0     | 1       |

## Гірськолижний спорт
Від Кіпру на Ігри кваліфікувався один гірськолижник, що відповідав базовому кваліфікаційному критерію.
Чоловіки
| Спортсмен     | Дисципліна         | 1-й спуск | 1-й спуск | 2-й спуск | 2-й спуск | Сума    | Сума  |
| Спортсмен     | Дисципліна         | Час       | Місце     | Час       | Місце     | Час     | Місце |
| ------------- | ------------------ | --------- | --------- | --------- | --------- | ------- | ----- |
| Янно Куюмджян | Гігантський слалом | 1:20.66   | 50        | 1:21.85   | 39        | 2:42.51 | 42    |